# Niño Alfonso
Pour les articles homonymes, voir Alfonso.
Jorge "El Niño" Alfonso est un percussionniste cubain, conguero d'Irakere jusqu'en 1987. Il est considéré comme pionnier du jeu à 5 congas et a largement influencé le style d'Anga Díaz.